# Krčedinska ada
Krčedinska ada (v srbské cyrilici Крчединска ада) je ostrov (ada), nacházející se v srbské Vojvodině, u řeky Dunaje, mezi obcemi Krčedin a Gardinovci, 25 km východně od Nového Sadu a 45 km severozápadně od Bělehradu. Patří k největším ostrovům na Dunaji na území Srbska.
Krčedinska ada je součástí chráněného území s názvem Koviljsko-petrovaradinski rit; tvoří jeho nejvýchodnější část. Většina plochy ostrova je v rámci třístupňového systému ochrany klasifikována jako II. zóna, některé lesy pak spadají pod I. zónu rezervace.
Ostrov je dlouhý 4,2 km a široký 3 km. Ze severní strany jej odděluje od pevniny meandr Dunaje (tzv. Gardinovački rukavac - staré, neregulované koryto), které zasahuje až po vesnici Gardinovci a ze strany pak hlavní proud evropského veletoku. Ostrov je z velké části zarostlý lesy; je součástí rozsáhlého systému lužních lesů okolo Dunaje.
Krčedinska ada byla historicky využívána k chovu hospodářských zvířat (především koní a krav). Je rovněž ale domovem i řady druhů divoké zvěře (jelenů a divokých prasat).
Ostrov bývá často zaplavován Dunajem a většinou přístupný je pouze lodí. Při nízkém stavu vody je dostupný i pěšky nebo na kole. Není příliš turisticky využíván.